# Igor Zorčič
Igor Zorčič (ur. 9 stycznia 1978 w Brežicach) – słoweński polityk i prawnik, deputowany, od 2020 do 2022 przewodniczący Zgromadzenia Państwowego.

## Życiorys
W 2003 ukończył studia prawnicze na Uniwersytecie Lublańskim, a w 2006 zdał egzamin zawodowy. W latach 2004–2009 pracował w prokuraturze w mieście Krško, następnie podjął prywatną praktykę adwokacką. W 2014 związał się z nowo powstałą Partią Mira Cerara (później przemianowaną na Partię Nowoczesnego Centrum). W tym samym roku został po raz pierwszy wybrany na posła do Zgromadzenia Państwowego. W 2018 z powodzeniem ubiegał się o reelekcję. 5 marca 2020, po ukonstytuowaniu się nowej politycznej koalicji, objął stanowisko przewodniczącego parlamentu. W 2021 zrezygnował z członkostwa w partii SMC. W styczniu 2022 założył nową formację pod nazwą Liberalni demokrati. Na czele parlamentu stał do końca kadencji w 2022.